# DART (programació)
DART és un sistema de programació creat per Augmented Environments Lab, del Georgia Institute of Technology, per a ajudar a dissenyadors a visualitzar la composició entre objectes reals i virtuals.
Aquesta dissenyat per a ajudar els diferents prototips de funció ràpida de la realitat augmentada per a poder distingir objecte per objecte aplicant-los informació mitjançant gràfics i àudio. Es pot usar tant en pantalles transparents com en pantalles de video-mixed.

## En què consisteix el seu sistema?
Podem distingir tres parts bé diferenciades dintre del Sistema DART: 
1. Un Director Xtra para comunicar-se amb càmeres, el rastrejador marcador, rastrejadors de maquinari i sensors i un distribuïdor de memòria. La informació que es rep per totes aquestes fonts es posa a la disposició d'aquest Director Xtra a través del sistema de llenguatge Lingo i així pugui gestionar-lo.
2. Una col·lecció de taujanes de comportament que el director coneix on estan els comportaments d'arrossegar i soltar per a controlar el funcionament de l'aplicació de Realitat Augmentada, des de sistemes de control de baix nivell fins a uns altres d'alt nivell. Gràcies a aquest sistema podrem veure en el display un vídeo fictici format pel vídeo original més un conjunt d'objectes nous que contenen vídeo i àudio. A part d'això, depenent la situació, es poden mostrar altres tipus d'informacions addicionals.
3. Informació detallada sobre com preparar els continguts de vídeo i àudio per a poder adequar-los de la millor manera possible al video original.

## Per a què es pot usar DART?
Encara que al principi la creació de DART va ser motivada per al seu ús en simulacions educatives, art digital i l'entreteniment, el sistema ha evolucionat i actualment es fa servir per a gairebé tots els àmbits (incloent aplicacions industrials, militars i científiques). Però gràcies a la seva rapidesa és especialment útil per a la creació ràpida de prototips i per a l'exploració a temps real. Com el sistema és compatible amb els dispositius comuns de Realitat Virtual, també el seu ús s'estén en aquest àmbit.
No obstant això cal recordar que la seva màxima compatibilitat és amb els sistemes de Realitat Augmentada (AR), ja que suporta una àmplia gamma de les seves aplicacions i ha derivat que els quals no confiaven en els sistemes AR, dissenyadors i artistes comencin a experimentar amb tecnologies AR. DART facilita la creació de prototips ràpids i ajuda a augmentar la unió del món físic amb el món digital que al principi ja ens ofereix AR. Encara que DART aquesta dissenyat per a realitzar el recolzo en l'exploració del disseny, és raonable utilitzar-lo per a obtenir una experiència AR final.
L'interès de la creació de DART aquesta basat en la sensació que intenta transmetre AR amb fins educatives en llocs històrics (com per exemple la recreació d'escenes històriques in-situ en un museu) i aplicacions d'entreteniment (jocs amb AR 3D). Sens dubte, el fet que qui ho aquest usant pugui sentir-se dintre de l'escena augmenta considerablement l'aprenentatge o bé la diversió.

## Per a qui està destinat DART?
DART és per a qualsevol persona (tant dissenyadors tècnics com no tècnics, artistes i investigadors) que volen crear Realitats Augmentades i aplicacions. Per a això utilitza l'ajusto Macromedia Director de programació, ja que és un sistema ràpid, senzill i genera grans resultats. La creació de continguts es fa amb el video triat, el so i els programes d'edició 3D. Qualsevol contingut que pugui ser important en el Director pot ser usat en el DART.